# Консез
Консез (фр. Concèze) насеље је и општина у централној Француској у региону Лимузен, у департману Корез која припада префектури Бриве ла Гајар.
По подацима из 2011. године у општини је живело 414 становника, а густина насељености је износила 30,8 становника/km². Општина се простире на површини од 13,44 km². Налази се на средњој надморској висини од 410 метара (максималној 425 m, а минималној 191 m).

## Демографија
| 1962. | 1968. | 1975. | 1982. | 1990. | 1999. | 2011. |
| ----- | ----- | ----- | ----- | ----- | ----- | ----- |
| 364   | 418   | 403   | 369   | 362   | 395   | 414   |

График промене броја становника у току последњих година